# Fußball-Europameisterschaft der Frauen 2013/Finalrunde
Dieser Artikel umfasst die Spiele der Finalrunde der Fußball-Europameisterschaft der Frauen 2013 mit allen statistischen Details.

## Spielplan
|  | Viertelfinale | Viertelfinale |             |         | Halbfinale | Halbfinale |  |  | Finale | Finale |
|  |               |               |             |         |            |            |  |  |        |        |
|  |               |               |             |         |            |            |  |  |        |        |
|  |               |               |             |         |            |            |  |  |        |        |
|  | Schweden      | 4             |             |         |            |            |  |  |        |        |
|  | Schweden      | 4             |             |         |            |            |  |  |        |        |
|  | Island        | 0             |             |         |            |            |  |  |        |        |
|  | Island        | 0             | Schweden    | 0       |            |            |  |  |        |        |
|  |               |               | Schweden    | 0       |            |            |  |  |        |        |
|  |               | Deutschland   | 1           |         |            |            |  |  |        |        |
|  | Italien       | Deutschland   | 1           | 0       |            |            |  |  |        |        |
|  | Italien       |               |             | 0       |            |            |  |  |        |        |
|  | Deutschland   | 1             |             |         |            |            |  |  |        |        |
|  | Deutschland   | 1             | Deutschland | 1       |            |            |  |  |        |        |
|  |               |               | Deutschland | 1       |            |            |  |  |        |        |
|  |               | Norwegen      | 0           |         |            |            |  |  |        |        |
|  | Norwegen      | Norwegen      | 0           | 3       |            |            |  |  |        |        |
|  | Norwegen      |               |             | 3       |            |            |  |  |        |        |
|  | Spanien       | 1             |             |         |            |            |  |  |        |        |
|  | Spanien       | 1             | Norwegen    | E1 (4)E |            |            |  |  |        |        |
|  |               |               | Norwegen    | E1 (4)E |            |            |  |  |        |        |
|  |               | Dänemark      | 1 (2)       |         |            |            |  |  |        |        |
|  | Frankreich    | Dänemark      | 1 (2)       | 1 (2)   |            |            |  |  |        |        |
|  | Frankreich    |               |             | 1 (2)   |            |            |  |  |        |        |
|  | Dänemark      | E1 (4)E       |             |         |            |            |  |  |        |        |

E Sieg im Elfmeterschießen

## Viertelfinale

### Schweden – Island 4:0 (3:0)
| Schweden                                             | Schweden | Island | Island | Aufstellung                       |
| ---------------------------------------------------- | --- | --- | ------ | --------------------------------- |
| Schweden                                             | \| 21. Juli 2013 um 15:00 Uhr in Halmstad (Örjans vall) \| \| Zuschauer: 7.468 \| \| Schiedsrichterin: Kirsi Heikkinen ( Finnland) \| \| Spielbericht \| | \| 21. Juli 2013 um 15:00 Uhr in Halmstad (Örjans vall) \| \| Zuschauer: 7.468 \| \| Schiedsrichterin: Kirsi Heikkinen ( Finnland) \| \| Spielbericht \| | Island | Aufstellung Schweden gegen Island |
| Schweden                                             | Kristin Hammarström – Sara Thunebro, Charlotte Rohlin, Nilla Fischer, Jessica Samuelsson – Sofia Jakobsson, Marie Hammarström (63. Lisa Dahlkvist), Caroline Seger , Josefine Öqvist (46. Antonia Göransson) – Lotta Schelin (67. Emmelie Konradsson), Kosovare Asllani Cheftrainerin: Pia Sundhage | Guðbjörg Gunnarsdóttir – Hallbera Guðný Gísladóttir, Katrín Jónsdóttir (81. Glódís Viggósdóttir), Sif Atladóttir, Dóra María Lárusdóttir – Sara Björk Gunnarsdóttir, Dagný Brynjarsdóttir – Ólína Guðbjörg Viðarsdóttir, Fanndís Friðriksdóttir (65. Harpa Þorsteinsdóttir) – Margrét Lára Viðarsdóttir (79. Elín Metta Jensen), Rakel Hönnudóttir Cheftrainer: Sigurður Eyjólfsson | Island | Aufstellung Schweden gegen Island |
| Schweden                                             | 1:0 M. Hammarström (3.) 2:0 Öqvist (14.) 3:0 Schelin (19.) 4:0 Schelin (59.) | | Island | Aufstellung Schweden gegen Island |
| Schweden                                             | Friðriksdóttir (50.) | | Island | Aufstellung Schweden gegen Island |
| Schweden                                             | Spieler des Spiels: Kosovare Asllani | | Island | Aufstellung Schweden gegen Island |
| 21. Juli 2013 um 15:00 Uhr in Halmstad (Örjans vall) | | |        |                                   |
| Zuschauer: 7.468                                     | | |        |                                   |
| Schiedsrichterin: Kirsi Heikkinen ( Finnland)        | | |        |                                   |
| Spielbericht                                         | | |        |                                   |

### Italien – Deutschland 0:1 (0:1)
| Italien                                                | Italien | Deutschland | Deutschland | Aufstellung                           |
| ------------------------------------------------------ | --- | --- | ----------- | ------------------------------------- |
| Italien                                                | \| 21. Juli 2013 um 18:00 Uhr in Växjö (Myresjöhus Arena) \| \| Zuschauer: 9.265 \| \| Schiedsrichterin: Katalin Kulcsár ( Ungarn) \| \| Spielbericht \| | \| 21. Juli 2013 um 18:00 Uhr in Växjö (Myresjöhus Arena) \| \| Zuschauer: 9.265 \| \| Schiedsrichterin: Katalin Kulcsár ( Ungarn) \| \| Spielbericht \|                                                                                                 | Deutschland | Aufstellung Italien gegen Deutschland |
| Italien                                                | Chiara Marchitelli – Raffaella Manieri, Roberta D’Adda, Cecilia Salvai (70. Federica Di Criscio), Elisa Bartoli – Alice Parisi (75. Ilaria Mauro), Daniela Stracchi, Alessia Tuttino – Elisa Camporese (46. Sandy Iannella), Patrizia Panico , Melania Gabbiadini Cheftrainer: Antonio Cabrini | Nadine Angerer – Leonie Maier, Saskia Bartusiak, Annike Krahn, Jennifer Cramer – Lena Goeßling, Nadine Keßler – Lena Lotzen, Anja Mittag (52. Dzsenifer Marozsán), Simone Laudehr – Célia Okoyino da Mbabi (68. Sara Däbritz) Cheftrainerin: Silvia Neid | Deutschland | Aufstellung Italien gegen Deutschland |
| Italien                                                | 0:1 Laudehr (26.) | | Deutschland | Aufstellung Italien gegen Deutschland |
| Italien                                                | Tuttino (27.), Parisi (39.), Salvai (63.), Stracchi (87.), Di Criscio (90.) | | Deutschland | Aufstellung Italien gegen Deutschland |
| Italien                                                | Spieler des Spiels: Simone Laudehr | | Deutschland | Aufstellung Italien gegen Deutschland |
| 21. Juli 2013 um 18:00 Uhr in Växjö (Myresjöhus Arena) | | |             |                                       |
| Zuschauer: 9.265                                       | | |             |                                       |
| Schiedsrichterin: Katalin Kulcsár ( Ungarn)            | | |             |                                       |
| Spielbericht                                           | | |             |                                       |

### Norwegen – Spanien 3:1 (2:0)
| Norwegen                                                | Norwegen | Spanien | Spanien | Aufstellung                        |
| ------------------------------------------------------- | --- | --- | ------- | ---------------------------------- |
| Norwegen                                                | \| 22. Juli 2013 um 18:00 Uhr in Kalmar (Guldfågeln Arena) \| \| Zuschauer: 10.435 \| \| Schiedsrichterin: Bibiana Steinhaus ( Deutschland) \| \| Spielbericht \| | \| 22. Juli 2013 um 18:00 Uhr in Kalmar (Guldfågeln Arena) \| \| Zuschauer: 10.435 \| \| Schiedsrichterin: Bibiana Steinhaus ( Deutschland) \| \| Spielbericht \| | Spanien | Aufstellung Norwegen gegen Spanien |
| Norwegen                                                | Ingrid Hjelmseth, Marit Fiane Christensen, Ingvild Stensland , Toril Hetland Akerhaugen, Maren Mjelde, Trine Rønning, Solveig Gulbrandsen, Caroline Graham Hansen (81. Ingrid Ryland), Kristine Wigdahl Hegland, Ingvild Landvik Isaksen (77. Cathrine Høegh Dekkerhus), Ada Hegerberg (72. Elise Thorsnes) Cheftrainer: Even Pellerud | Ainhoa Tirapu, Ruth García (63. Erika Vázquez), Verónica Boquete , Adriana Martín (77. Priscila Borja), Alexia Putellas, Silvia Meseguer, Nagore Calderón, Elixabet Ibarra (70. Leire Landa), Marta Torrejón, Irene Paredes, Jennifer Hermoso Cheftrainer: Ignacio Quereda | Spanien | Aufstellung Norwegen gegen Spanien |
| Norwegen                                                | 1:0 Gulbrandsen (24.) 2:0 Paredes (43.) 3:0 Hegerberg (64.) | 3:1 Hermoso (90.+2′) | Spanien | Aufstellung Norwegen gegen Spanien |
| Norwegen                                                | Landa (83.) | | Spanien | Aufstellung Norwegen gegen Spanien |
| Norwegen                                                | Spieler des Spiels: Solveig Gulbrandsen | | Spanien | Aufstellung Norwegen gegen Spanien |
| 22. Juli 2013 um 18:00 Uhr in Kalmar (Guldfågeln Arena) | | |         |                                    |
| Zuschauer: 10.435                                       | | |         |                                    |
| Schiedsrichterin: Bibiana Steinhaus ( Deutschland)      | | |         |                                    |
| Spielbericht                                            | | |         |                                    |

### Frankreich – Dänemark 1:1 n.V. (1:1, 0:1), 2:4 i.E.
| Frankreich                                                | Frankreich | Dänemark | Dänemark | Aufstellung                           |
| --------------------------------------------------------- | --- | --- | -------- | ------------------------------------- |
| Frankreich                                                | \| 22. Juli 2013 um 20:45 Uhr in Linköping (Arena Linköping) \| \| Zuschauer: 7.448 \| \| Schiedsrichterin: Carina Vitulano ( Italien) \| \| Spielbericht \|                                                                                             | \| 22. Juli 2013 um 20:45 Uhr in Linköping (Arena Linköping) \| \| Zuschauer: 7.448 \| \| Schiedsrichterin: Carina Vitulano ( Italien) \| \| Spielbericht \| | Dänemark | Aufstellung Frankreich gegen Dänemark |
| Frankreich                                                | Sarah Bouhaddi – Corine Franco, Wendie Renard, Laura Georges (58. Sabrina Delannoy), Laure Boulleau – Sandrine Soubeyrand (46. Élodie Thomis), Élise Bussaglia – Camille Abily, Louisa Nécib, Eugénie Le Sommer – Gaëtane Thiney Cheftrainer: Bruno Bini | Stina Lykke Petersen – Line Røddik Hansen, Christina Ørntoft, Janni Arnth Jensen, Mariann Gajhede Knudsen, Theresa Nielsen, Mia Brogaard (75. Line Sigvardsen Jensen), Katrine Pedersen , Pernille Harder, Katrine Veje (68. Nadia Nadim), Johanna Rasmussen (61. Julie Rydahl Bukh) Cheftrainer: Kenneth Heiner-Møller | Dänemark | Aufstellung Frankreich gegen Dänemark |
| Frankreich                                                | 1:1 Nécib (71., Strafstoß) | 0:1 Rasmussen (28.) | Dänemark | Aufstellung Frankreich gegen Dänemark |
| Frankreich                                                | Elfmeterschießen | | Dänemark | Aufstellung Frankreich gegen Dänemark |
| Frankreich                                                | Nécib scheitert an Petersen 1:2 Thiney 2:3 Le Sommer Delannoy trifft nur den Pfosten | 0:1 Røddik 0:2 Rydahl 1:3 Nadim Nielsen scheitert an Bouhaddi 2:4 Arnth | Dänemark | Aufstellung Frankreich gegen Dänemark |
| Frankreich                                                | Renard (114.) | Arnth (47.) | Dänemark | Aufstellung Frankreich gegen Dänemark |
| Frankreich                                                | Spieler des Spiels: Christina Ørntoft | | Dänemark | Aufstellung Frankreich gegen Dänemark |
| 22. Juli 2013 um 20:45 Uhr in Linköping (Arena Linköping) | | |          |                                       |
| Zuschauer: 7.448                                          | | |          |                                       |
| Schiedsrichterin: Carina Vitulano ( Italien)              | | |          |                                       |
| Spielbericht                                              | | |          |                                       |

## Halbfinale

### Schweden – Deutschland 0:1 (0:1)
| Schweden                                              | Schweden | Deutschland | Deutschland | Aufstellung                            |
| ----------------------------------------------------- | --- | --- | ----------- | -------------------------------------- |
| Schweden                                              | \| 24. Juli 2013 um 20:30 Uhr in Göteborg (Gamla Ullevi) \| \| Zuschauer: 16.608 \| \| Schiedsrichterin: Esther Staubli ( Schweiz) \| \| Spielbericht \| | \| 24. Juli 2013 um 20:30 Uhr in Göteborg (Gamla Ullevi) \| \| Zuschauer: 16.608 \| \| Schiedsrichterin: Esther Staubli ( Schweiz) \| \| Spielbericht \|                                                                                           | Deutschland | Aufstellung Schweden gegen Deutschland |
| Schweden                                              | Kristin Hammarström, Charlotte Rohlin, Nilla Fischer, Sara Thunebro, Jessica Samuelsson (82. Lisa Dahlkvist), Antonia Göransson (65. Therese Sjögran), Josefine Öqvist (74. Sofia Jakobsson), Caroline Seger, Marie Hammarström, Lotta Schelin , Kosovare Asllani Cheftrainerin: Pia Sundhage | Nadine Angerer – Leonie Maier, Saskia Bartusiak, Annike Krahn, Jennifer Cramer – Nadine Keßler, Lena Goeßling – Lena Lotzen (78. Melanie Leupolz), Dzsenifer Marozsán (89. Bianca Schmidt) Simone Laudehr – Anja Mittag Cheftrainerin: Silvia Neid | Deutschland | Aufstellung Schweden gegen Deutschland |
| Schweden                                              | 0:1 Marozsán (33.) | | Deutschland | Aufstellung Schweden gegen Deutschland |
| Schweden                                              | Fischer (5.) | Laudehr (43.) | Deutschland | Aufstellung Schweden gegen Deutschland |
| Schweden                                              | Spieler des Spiels: Saskia Bartusiak | | Deutschland | Aufstellung Schweden gegen Deutschland |
| 24. Juli 2013 um 20:30 Uhr in Göteborg (Gamla Ullevi) | | |             |                                        |
| Zuschauer: 16.608                                     | | |             |                                        |
| Schiedsrichterin: Esther Staubli ( Schweiz)           | | |             |                                        |
| Spielbericht                                          | | |             |                                        |

### Norwegen – Dänemark 1:1 n.V. (1:1, 1:0), 4:2 i.E.
| Norwegen                                              | Norwegen | Dänemark | Dänemark | Aufstellung                         |
| ----------------------------------------------------- | --- | --- | -------- | ----------------------------------- |
| Norwegen                                              | \| 25. Juli 2013 um 20:30 Uhr in Norrköping (Nya Parken) \| \| Zuschauer: 9.260 \| \| Schiedsrichterin: Kateryna Monsul ( Ukraine) \| \| Spielbericht \| | \| 25. Juli 2013 um 20:30 Uhr in Norrköping (Nya Parken) \| \| Zuschauer: 9.260 \| \| Schiedsrichterin: Kateryna Monsul ( Ukraine) \| \| Spielbericht \| | Dänemark | Aufstellung Norwegen gegen Dänemark |
| Norwegen                                              | Ingrid Hjelmseth, Marit Fiane Christensen, Ingvild Stensland , Toril Hetland Akerhaugen, Maren Mjelde, Trine Rønning, Solveig Gulbrandsen, Caroline Graham Hansen (58. Elise Thorsnes), Kristine Wigdahl Hegland, Ingvild Landvik Isaksen (63. Cathrine Høegh Dekkerhus), Ada Hegerberg (80. Emilie Bosshard Haavi) Cheftrainer: Even Pellerud | Stina Lykke Petersen, Line Røddik Hansen, Katrine Pedersen , Christina Ørntoft (82. Emma Madsen), Janni Arnth Jensen (67. Nadia Nadim), Mariann Gajhede Knudsen, Julie Rydahl Bukh (68. Johanna Rasmussen), Pernille Harder, Katrine Veje, Theresa Nielsen, Mia Brogaard Cheftrainer: Kenneth Heiner-Møller | Dänemark | Aufstellung Norwegen gegen Dänemark |
| Norwegen                                              | 1:0 Christensen (3.) | 1:1 Gajhede Knudsen (87.) | Dänemark | Aufstellung Norwegen gegen Dänemark |
| Norwegen                                              | Elfmeterschießen | | Dänemark | Aufstellung Norwegen gegen Dänemark |
| Norwegen                                              | 1:0 Gulbrandsen 2:0 Dekkerhus 3:1 Mjelde 4:2 Rønning | Røddik Hansen scheitert an Hjelmseth Nielsen scheitert an Hjelmseth 2:1 Nadim 3:2 Brogaard | Dänemark | Aufstellung Norwegen gegen Dänemark |
| Norwegen                                              | Stensland (76.), Hjelmseth (84.) | | Dänemark | Aufstellung Norwegen gegen Dänemark |
| Norwegen                                              | Spieler des Spiels: Marit Fiane Christensen | | Dänemark | Aufstellung Norwegen gegen Dänemark |
| 25. Juli 2013 um 20:30 Uhr in Norrköping (Nya Parken) | | |          |                                     |
| Zuschauer: 9.260                                      | | |          |                                     |
| Schiedsrichterin: Kateryna Monsul ( Ukraine)          | | |          |                                     |
| Spielbericht                                          | | |          |                                     |

## Finale

### Deutschland – Norwegen 1:0 (0:0)
| Deutschland                                         | Deutschland | Norwegen | Norwegen | Aufstellung                            |
| --------------------------------------------------- | --- | --- | -------- | -------------------------------------- |
| Deutschland                                         | \| 28. Juli 2013 um 16:00 Uhr in Solna (Friends Arena) \| \| Zuschauer: 41.301 \| \| Schiedsrichterin: Cristina Dorcioman ( Rumänien) \| \| Spielbericht \|                                                                                                | \| 28. Juli 2013 um 16:00 Uhr in Solna (Friends Arena) \| \| Zuschauer: 41.301 \| \| Schiedsrichterin: Cristina Dorcioman ( Rumänien) \| \| Spielbericht \| | Norwegen | Aufstellung Deutschland gegen Norwegen |
| Deutschland                                         | Nadine Angerer – Leonie Maier, Saskia Bartusiak, Annike Krahn, Jennifer Cramer – Nadine Keßler, Lena Goeßling – Lena Lotzen (46. Anja Mittag), Dzsenifer Marozsán, Simone Laudehr (77. Bianca Schmidt) – Célia Okoyino da Mbabi Cheftrainerin: Silvia Neid | Ingrid Hjelmseth – Marit Fiane Christensen (85. Leni Larsen Kaurin), Toril Hetland Akerhaugen, Maren Mjelde, Trine Rønning – Solveig Gulbrandsen (68. Elise Thorsnes), Ingvild Stensland (76. Ingvild Landvik Isaksen), Cathrine Høegh Dekkerhus – Caroline Graham Hansen, Ada Hegerberg, Kristine Wigdahl Hegland Cheftrainer: Even Pellerud | Norwegen | Aufstellung Deutschland gegen Norwegen |
| Deutschland                                         | 1:0 Mittag (49.) | | Norwegen | Aufstellung Deutschland gegen Norwegen |
| Deutschland                                         | Krahn (70.) | | Norwegen | Aufstellung Deutschland gegen Norwegen |
| Deutschland                                         | Rønning scheitert an Angerer (29.) Gulbrandsen scheitert an Angerer (61.) | | Norwegen | Aufstellung Deutschland gegen Norwegen |
| Deutschland                                         | Spieler des Spiels: Nadine Angerer | | Norwegen | Aufstellung Deutschland gegen Norwegen |
| 28. Juli 2013 um 16:00 Uhr in Solna (Friends Arena) | | |          |                                        |
| Zuschauer: 41.301                                   | | |          |                                        |
| Schiedsrichterin: Cristina Dorcioman ( Rumänien)    | | |          |                                        |
| Spielbericht                                        | | |          |                                        |

- Schiedsrichtergespann:  Maria Villa Gutiérrez und  Sian Massey-Ellis (Schiedsrichterassistentinnen),  Kirsi Heikkinen (Vierte Offizielle)